# Talen in India
India kent volgens SIL International 415 verschillende levende talen (2005). Het Hindi is de primaire officiële taal, die door de federale overheid zelf wordt gebruikt en door de federale overheid wordt gebruikt om met staten te communiceren die het Hindi als officiële taal hebben. Het Engels wordt door de federale overheid gebruikt om met staten waar het Hindi niet de officiële taal is te communiceren. Zoals aangegeven in de grondwet van 1950, hield het Engels in 1965 op te bestaan als een officiële taal, waarna de taal officieel een geassocieerde extra officiële taal werd.
Deze status zal periodiek moeten worden beoordeeld door een aangewezen commissie, die kan besluiten om het Engels als extra officiële taal te schrappen. Dit is echter nog niet uitgevoerd, in verband met protesten van Zuid-Indiase staten. Ook de populariteit in het zakenleven, regeringszaken en de populariteit in niet-Hindisprekende staten zorgen ervoor dat het Engels zijn status als extra officiële taal blijft behouden. Daarnaast heeft India nog 21 andere officiële talen op zijn grondgebied ingesteld. Los daarvan hebben de staten en territoria zelf ook officiële talen ingesteld.

## Taalgroepen

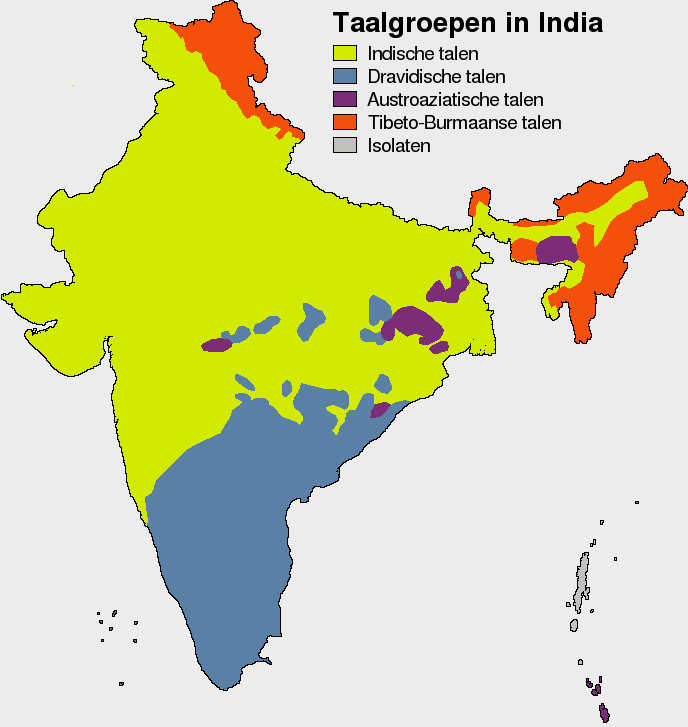
Taalgroepen in India

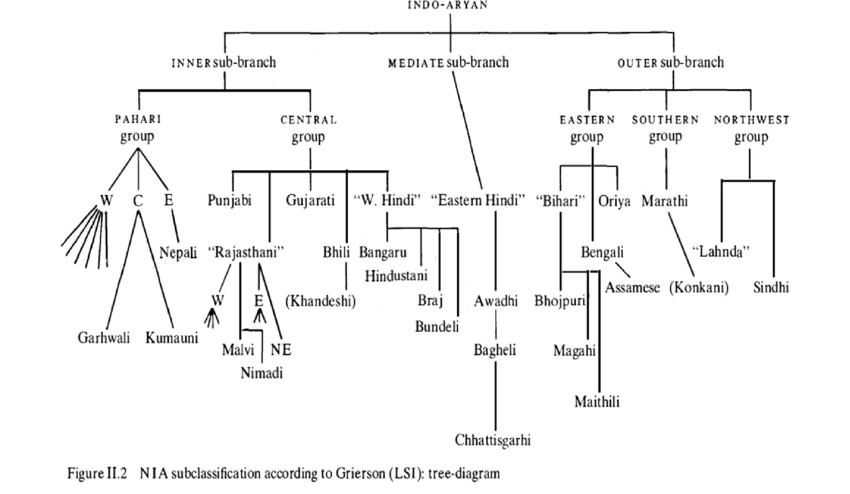
De classificatietabel van de Indo-Arische talen van India

In het noorden en midden van India worden Indo-Arische talen gesproken, die tot de Indo-Europese talen behoren. 76 procent van de Indiase bevolking spreekt een Indo-Arische taal.
Het zuiden wordt gedomineerd door de Dravidische talen, die een groep op zich vormen. 21,6 procent van de Indiase bevolking spreekt een Dravidische taal.
Verder worden er in het midden en oosten van het land enkele Austroaziatische talen gesproken, en in het uiterste oosten en in de Himalaya worden er enkele Tibeto-Burmaanse talen gesproken, die tot de Sino-Tibetaanse talen behoren. Daarnaast worden er enkele Isolaten gesproken; het Nihali, Burushaski en de Andamaanse talen.

## Officiële talen van India
| Nr. | Taal      | Opmerkingen |
| --- | --------- | --- |
| 1.  | Assamees  | officiële taal van Assam |
| 2.  | Bengaals  | officiële taal van Tripura en West-Bengalen                                                                                               |
| 3.  | Bodo      | officiële taal van Assam |
| 4.  | Dogri     | officiële taal van Jammu en Kasjmir |
| 5.  | Hindi     | officiële federale taal van India en de officiële taal van negen staten en drie unieterritoria (waaronder Delhi)                          |
| 6.  | Gujarati  | officiële taal van Gujarat en Dadra en Nagar Haveli en Daman en Diu                                                                       |
| 7.  | Engels    | officiële geassocieerde taal van India en officiële taal van Arunachal Pradesh, Meghalaya, Mizoram, Nagaland en de Andamanen en Nicobaren |
| 8.  | Kannada   | officiële taal van Karnataka |
| 9.  | Kasjmiri  | officiële taal van Jammu en Kasjmir |
| 10. | Kokborok  | officiële taal in Tripura |
| 11. | Konkani   | officiële taal van Goa |
| 12. | Maithili  | officiële taal van Bihar |
| 13. | Malayalam | officiële taal van Kerala en de Laccadiven                                                                                                |
| 14. | Meitei    | officiële taal van Manipur |
| 15. | Marathi   | officiële taal van Maharashtra |
| 16. | Nepalees  | officiële taal van Sikkim |
| 17. | Odia      | officiële taal van Odisha |
| 18. | Punjabi   | officiële taal van Punjab, Chandigarh, Delhi en Haryana                                                                                   |
| 19. | Sanskriet | klassieke taal van het hindoeïsme, jaïnisme en boeddhisme                                                                                 |
| 20. | Santali   | taal van de Santalistammen van het plateau van Chota Nagpur                                                                               |
| 21. | Sindhi    | taal van de Sindhigemeenschap |
| 22. | Tamil     | officiële taal van Tamil Nadu en Puducherry                                                                                               |
| 23. | Telugu    | officiële taal van Andhra Pradesh en Telangana                                                                                            |
| 24. | Urdu      | officiële taal van Jammu en Kasjmir, Andhra Pradesh, Delhi en Uttar Pradesh                                                               |

## Officiële talen van de staten en territoria

### Staten
| Nr. | Staat             | Officiële taal of talen           |
| --- | ----------------- | --------------------------------- |
| 1.  | Andhra Pradesh    | Telugu, Urdu                      |
| 2.  | Arunachal Pradesh | Engels                            |
| 3.  | Assam             | Assamees, Bodo, Bengali, Kokborok |
| 4.  | Bihar             | Hindi, Urdu                       |
| 5.  | Chhattisgarh      | Hindi, Chhattisgarhi              |
| 6.  | Goa               | Konkani                           |
| 7.  | Gujarat           | Gujarati, Urdu                    |
| 8.  | Haryana           | Hindi, Punjabi                    |
| 9.  | Himachal Pradesh  | Hindi, Pahari                     |
| 10. | Jharkhand         | Hindi                             |
| 11. | Karnataka         | Kannada                           |
| 12. | Kerala            | Malayalam                         |
| 13. | Madhya Pradesh    | Hindi                             |
| 14. | Maharashtra       | Marathi, Konkani                  |
| 15. | Manipur           | Meitei                            |
| 16. | Meghalaya         | Khasi, Garo, Engels               |
| 17. | Mizoram           | Mizo, Engels, Kokborok            |
| 18. | Nagaland          | Engels                            |
| 19. | Odisha            | Oriya                             |
| 20. | Punjab            | Punjabi                           |
| 21. | Rajasthan         | Hindi, Rajasthani                 |
| 22. | Sikkim            | Nepalees                          |
| 23. | Tamil Nadu        | Tamil                             |
| 24. | Telangana         | Telugu                            |
| 25. | Tripura           | Bengaals, Kokborok, Engels        |
| 26. | Uttarakhand       | Hindi                             |
| 27. | Uttar Pradesh     | Hindi, Urdu                       |
| 28. | West-Bengalen     | Bengaals                          |

### Unieterritoria
| Nw. | Unieterritorium                       | Officiële taal of talen                                                |
| --- | ------------------------------------- | ---------------------------------------------------------------------- |
| 1.  | Andamanen en Nicobaren                | Engels, Hindi, Bengaals, Malayalam, Telugu, Punjabi, Tamil, Nicobarees |
| 2.  | Chandigarh                            | Punjabi, Hindi                                                         |
| 3.  | Dadra en Nagar Haveli en Daman en Diu | Gujarati, Engels                                                       |
| 4.  | Delhi                                 | Hindi, Engels, Urdu, Punjabi                                           |
| 5.  | Jammu en Kasjmir                      | Dogri, Kasjmiri, Urdu                                                  |
| 6.  | Laccadiven                            | Malayalam                                                              |
| 7.  | Ladakh                                | Ladakhi, Hindi, Engels                                                 |
| 8.  | Puducherry                            | Tamil, Telugu, Frans                                                   |